# Irisguldstekel
Irisguldstekel (Chrysis iris) är en insektsart inom släktet eldguldsteklar.

## Taxonomi och systematik
Irisguldstekel beskrevs med sitt vetenskapliga namn Chrysis iris 1791 av Johann Ludwig Christ. Arten fick sitt svenska trivialnamn 2019. Arten ingår i släktet eldguldsteklar (Chrysis) och familjen guldsteklar (Chrysididae).

## Ekologi
Irisguldstekel lever som kleptoparasit i getingbon byggda av släktet vedgetingar (Symmorphus), ett släkte som tillhör underfamiljen solitära getingar (Eumeninae). Den vanligaste värdarten är större vedgeting men irisguldstekel har påträffats i bon tillhörande laduvedgeting i Finland och ekvedgeting i Frankrike.

## Utbredning
Artens utbredningsområde täcker främst Centraleuropa och den kan bland annat hittas i Frankrike, Tyskland och Schweiz. Arten kan hittas från de norra delarna av Italien till Finland och Sverige.
I Sverige finns arten i de östra och södra delarna av landet upp till Uppland, den har dock inte påträffats på Gotland. Beståndet i både Finland och Sverige tros ha minskat avsevärt under de senaste decennierna och arten räknas enligt den svenska rödlistan som nära hotad.